# Lac de Sainte-Croix
Lac de Sainte-Croix je francouzská údolní nádrž nalézající se na pomezí departementů Alpes-de-Haute-Provence a Var. Nachází se v Regionálním přírodním parku Verdon.

## Historie
Výstavba hráze přehrazující řeku Verdon byla započata v roce 1971, stavba hráze byla dokončena roku 1973 a přehradní nádrž byla naplněna v roce 1974. Jedná se po Lac de Serre-Poncon o přehradní nádrž zadržující druhé největší množství vody ve Francii.

## Využití
Voda z přehradního jezera je využívána pro závlahy, dále slouží jako zdroj pitné vody pro okolí a nezanedbatelná je i výroba elektrické energie.

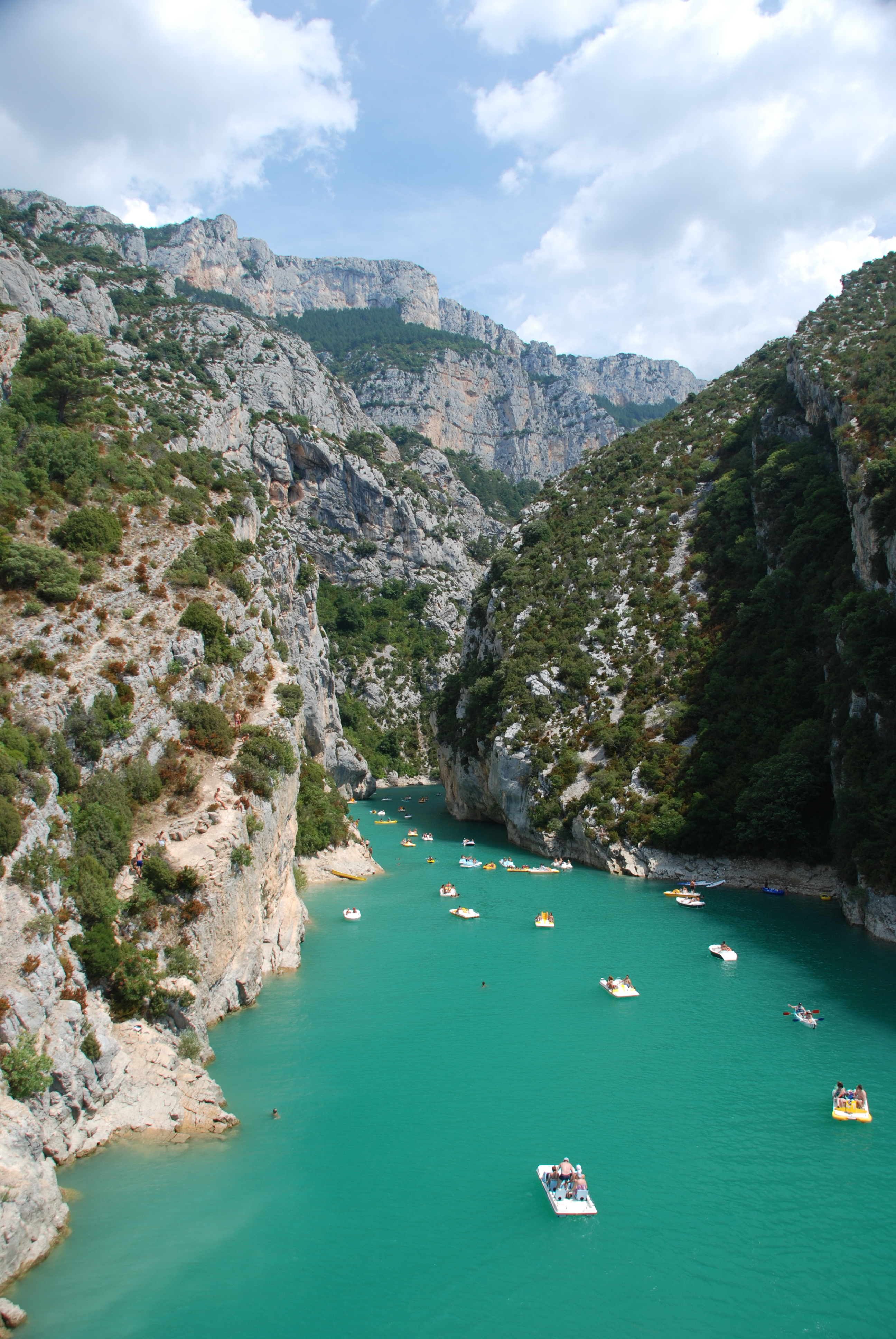
pohled do kaňonu Verdon z mostu přes jezero

Voda v jezeře dosahuje pouze v nejparnějším létě příjemných teplot. Na plážích je však možné rybařit či si pronajmout elektrické čluny, kanoe či šlapadla. Břehy jezera jsou tvořeny převážně štěrkovými nebo skalnatými přírodními plážemi. Proto se v obcích okolo přehradního jezera rozvinul turistický průmysl.
Řeka Verdon přitéká do přehradního jezera největším kaňonem v Evropě – Grand canyon du Verdon.